# Boissise-la-Bertrand
Boissise-la-Bertrand est une commune française située dans le département de Seine-et-Marne, en région Île-de-France.

## Géographie

### Localisation
Boissise-la-Bertrand est située à 7 km à l'ouest de Melun.

### Communes limitrophes
| Seine-Port      | Cesson               | Vert-Saint-Denis |
| Boissise-le-Roi | Boissise-la-Bertrand | Le Mée-sur-Seine |
|                 | Dammarie-les-Lys     | Boissettes       |

### Géologie et relief
La commune est classée en zone de sismicité 1, correspondant à une sismicité très faible. L'altitude varie de 37 mètres à 81 mètres pour le point le plus haut, le centre du bourg se situant à environ 51 mètres d'altitude (mairie).
La majorité du territoire est composé de forêts, de bois et d'espaces verts.
La forêt de Bréviande occupe toute la partie nord, tandis qu'au sud la commune s'étend le long de la Seine.

### Hydrographie

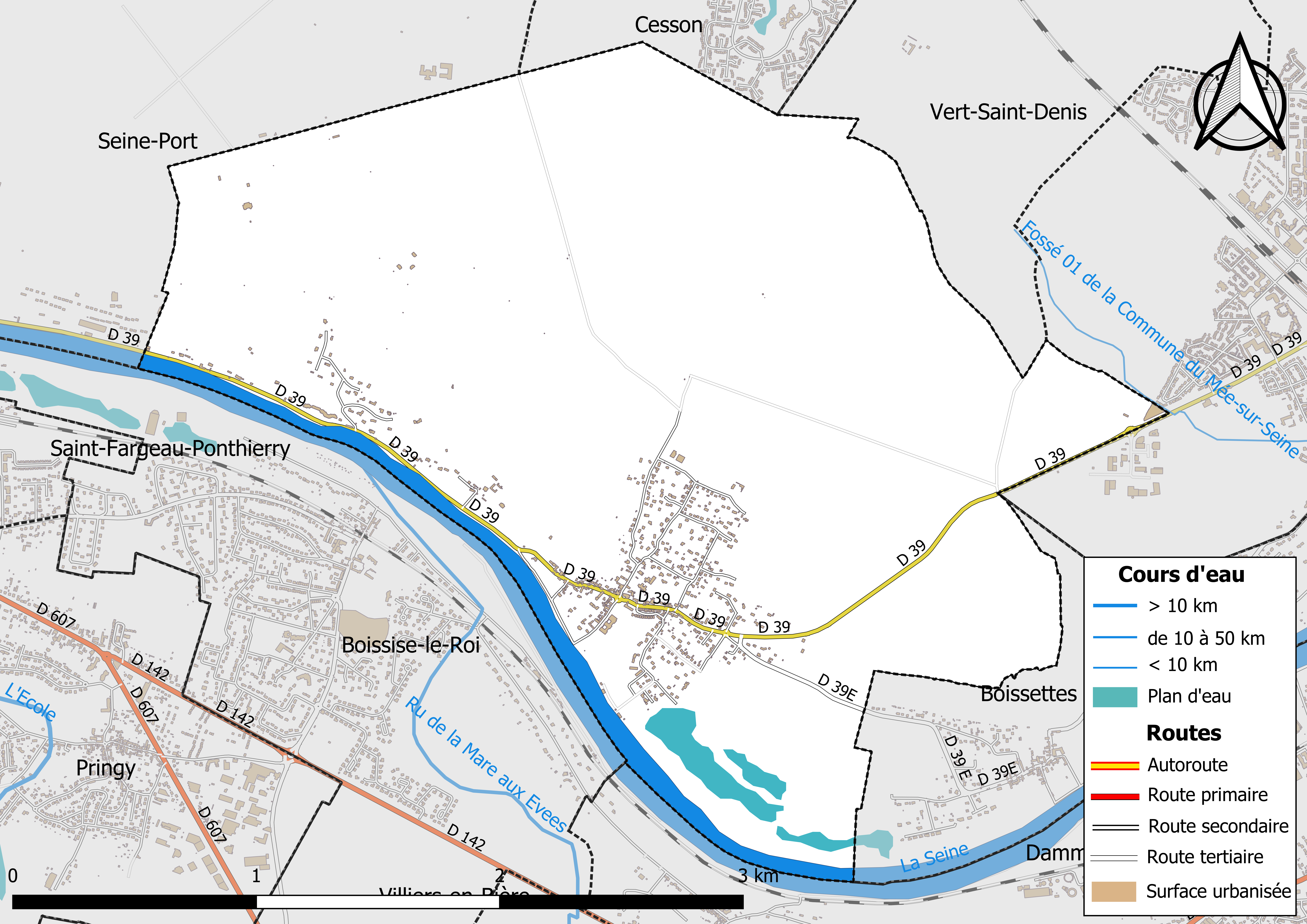
Carte des réseaux hydrographique et routier de Boissise-la-Bertrand.

Le réseau hydrographique de la commune se compose de deux cours d'eau référencés :
- la Seine, fleuve long de 774,76 km[3], en limite sud-ouest de la commune ;
  - le fossé 01 de la Commune du Mée-sur-Seine, 2,80 km[4], qui conflue avec la Seine.

La longueur totale des cours d'eau sur la commune est de 0,46 km.

### Climat
Pour des articles plus généraux, voir Climat de l'Île-de-France et Climat de Seine-et-Marne.
En 2010, le climat de la commune est de type climat océanique dégradé des plaines du Centre et du Nord, selon une étude du CNRS s'appuyant sur une série de données couvrant la période 1971-2000. En 2020, Météo-France publie une typologie des climats de la France métropolitaine dans laquelle la commune est exposée à un climat océanique altéré et est dans la région climatique Sud-ouest du bassin Parisien, caractérisée par une faible pluviométrie, notamment au printemps (120 à 150 mm) et un hiver froid (3,5 °C).
Pour la période 1971-2000, la température annuelle moyenne est de 11,3 °C, avec une amplitude thermique annuelle de 15,5 °C. Le cumul annuel moyen de précipitations est de 689 mm, avec 11,3 jours de précipitations en janvier et 7,8 jours en juillet. Pour la période 1991-2020, la température moyenne annuelle observée sur la station météorologique la plus proche, située sur la commune de Seine-Port à 4 km à vol d'oiseau, est de 11,3 °C et le cumul annuel moyen de précipitations est de 673,1 mm,. Pour l'avenir, les paramètres climatiques de la commune estimés pour 2050 selon différents scénarios d'émission de gaz à effet de serre sont consultables sur un site dédié publié par Météo-France en novembre 2022.
| Mois                                  | jan.           | fév.             | mars          | avril           | mai             | juin          | jui.            | août           | sep.            | oct.            | nov.           | déc.             | année     |
| ------------------------------------- | -------------- | ---------------- | ------------- | --------------- | --------------- | ------------- | --------------- | -------------- | --------------- | --------------- | -------------- | ---------------- | --------- |
| Température minimale moyenne (°C)     | 1              | 0,5              | 2,5           | 4,5             | 8,2             | 11            | 13,1            | 12,7           | 9,5             | 7               | 3,7            | 1,3              | 6,3       |
| Température moyenne (°C)              | 4              | 4,5              | 7,6           | 10,5            | 14,3            | 17,3          | 19,5            | 19,3           | 15,6            | 11,8            | 7,2            | 4,2              | 11,3      |
| Température maximale moyenne (°C)     | 7              | 8,5              | 12,8          | 16,4            | 20,3            | 23,6          | 25,9            | 25,8           | 21,6            | 16,5            | 10,7           | 7,1              | 16,4      |
| Record de froid (°C) date du record   | −20 17.01.1985 | −17,3 14.02.1956 | −12 01.03.05  | −7 04.04.1973   | −2 08.05.1997   | 1 04.06.01    | 3,4 08.07.1954  | 1,9 28.08.1974 | −1,7 17.09.1971 | −5,5 29.10.1997 | −11 24.11.1998 | −15,1 29.12.1964 | −20 1985  |
| Record de chaleur (°C) date du record | 17 13.01.1998  | 21,5 24.02.1990  | 27 25.03.1955 | 30,2 29.04.1955 | 33,6 28.05.1954 | 37,5 27.06.11 | 40,4 01.07.1952 | 40,5 12.08.03  | 34,2 16.09.1961 | 30,5 01.10.1985 | 23 01.11.14    | 18 04.12.1953    | 40,5 2003 |
| Précipitations (mm)                   | 52,3           | 46,9             | 48,4          | 50,9            | 63,7            | 60,1          | 54,6            | 53,4           | 52,3            | 60,9            | 60,3           | 69,3             | 673,1     |

### Milieux naturels et biodiversité

#### Espaces protégés
La protection réglementaire est le mode d’intervention le plus fort pour préserver des espaces naturels remarquables et leur biodiversité associée,.
Un  espace protégé est présent sur la commune : 
la réserve naturelle régionale des « Bruyères de Sainte-Assise », d'une superficie de 89 ha, classée en 2009, principalement du fait de ses intérêts floristiques et entomologiques,.

#### Zones naturelles d'intérêt écologique, faunistique et floristique
L’inventaire des zones naturelles d'intérêt écologique, faunistique et floristique (ZNIEFF) a pour objectif de réaliser une couverture des zones les plus intéressantes sur le plan écologique, essentiellement dans la perspective d’améliorer la connaissance du patrimoine naturel national et de fournir aux différents décideurs un outil d’aide à la prise en compte de l’environnement dans l’aménagement du territoire.
Le territoire communal de Boissise-la-Bertrand comprend une ZNIEFF de type 1,, 
les « Landes de Ste-Assise et bois de Boissise-la-Bertrand » (833,78 ha), couvrant 5 communes du département
, et un ZNIEFF de type 2,, 
les « Bois et landes entre Seine-Port et Melun » (1 343,88 ha), couvrant 6 communes du département.

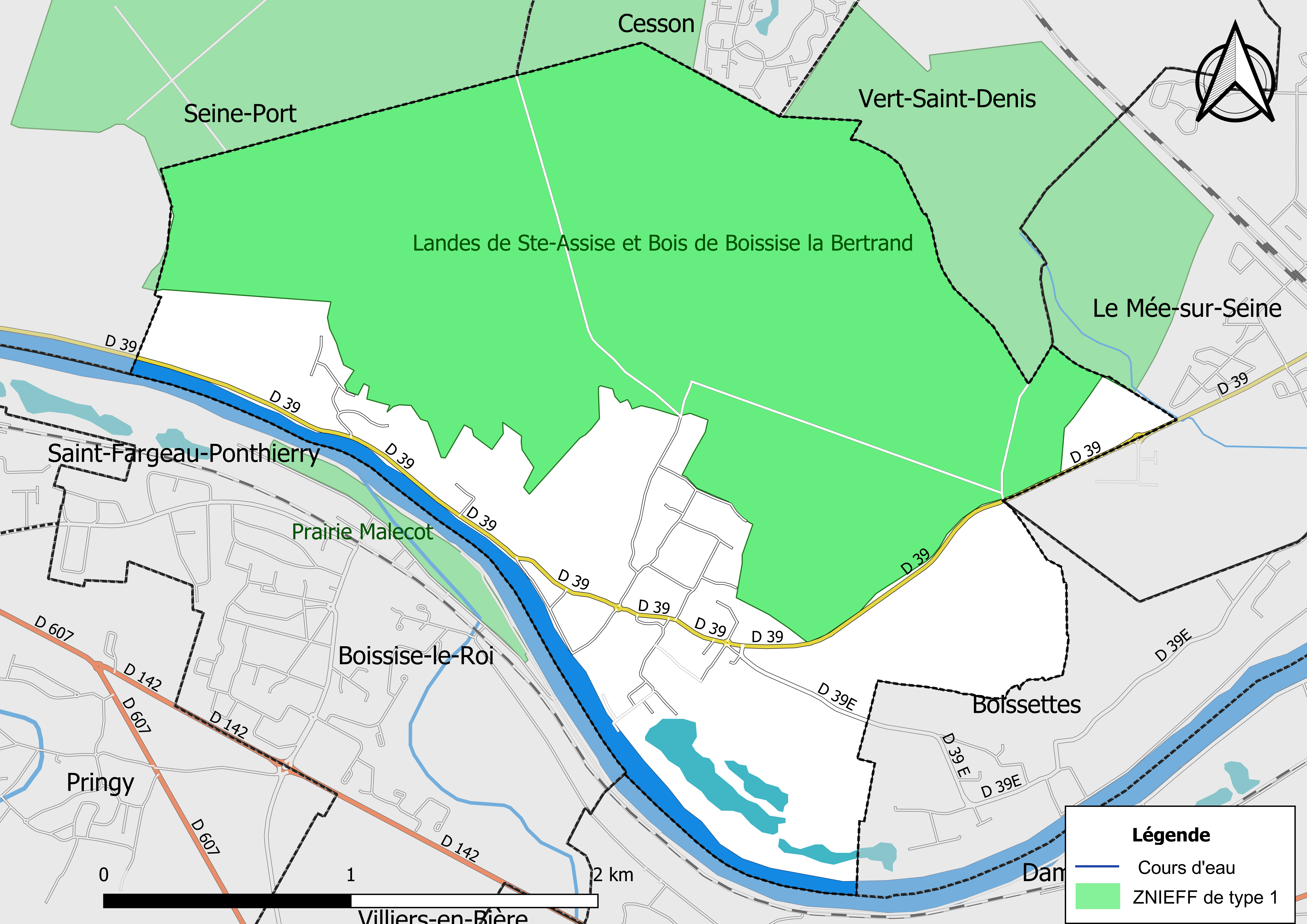
Carte des ZNIEFF de type 1 de la commune.
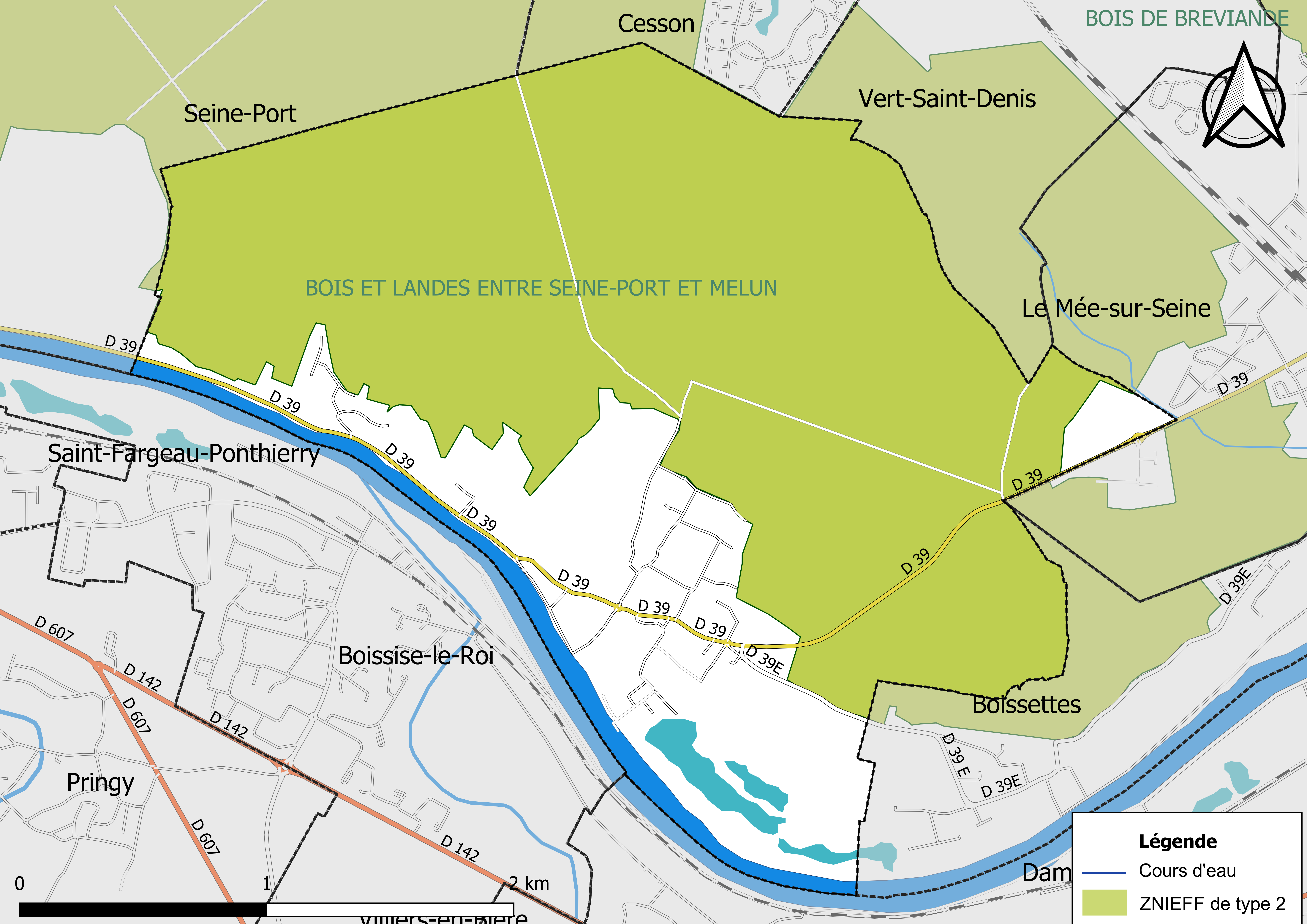
Carte des ZNIEFF de type 2 de la commune.

## Urbanisme

### Typologie
Au 1er janvier 2024, Boissise-la-Bertrand est catégorisée ceinture urbaine, selon la nouvelle grille communale de densité à sept niveaux définie par l'Insee en 2022.
Elle appartient à l'unité urbaine de Paris, une agglomération inter-départementale regroupant 407  communes, dont elle est une commune de la banlieue,,. Par ailleurs la commune fait partie de l'aire d'attraction de Paris, dont elle est une commune de la couronne,. Cette aire regroupe 1 929 communes,.

### Lieux-dits et écarts
La commune compte 41 lieux-dits administratifs répertoriés consultables ici (source : le fichier Fantoir).

### Occupation des sols
L'occupation des sols de la commune, telle qu'elle ressort de la base de données européenne d’occupation biophysique des sols Corine Land Cover (CLC), est marquée par l'importance des forêts et milieux semi-naturels (73,7 % en 2018), en augmentation par rapport à 1990 (66,8 %). La répartition détaillée en 2018 est la suivante : 
forêts (64% ), zones urbanisées (10,5% ), milieux à végétation arbustive et/ou herbacée (9,7% ), zones industrielles ou commerciales et réseaux de communication (7,1% ), eaux continentales (4,7% ), terres arables (3,9 %).
Parallèlement, L'Institut Paris Région, agence d'urbanisme de la région Île-de-France, a mis en place un inventaire numérique de l'occupation du sol de l'Île-de-France, dénommé le MOS (Mode d'occupation du sol), actualisé régulièrement depuis sa première édition en 1982. Réalisé à partir de photos aériennes, le Mos distingue les espaces naturels, agricoles et forestiers mais aussi les espaces urbains (habitat, infrastructures, équipements, activités économiques, etc.) selon une classification pouvant aller jusqu'à 81 postes, différente de celle de Corine Land Cover,,. L'Institut met également à disposition des outils permettant de visualiser par photo aérienne l'évolution de l'occupation des sols de la commune entre 1949 et 2018.

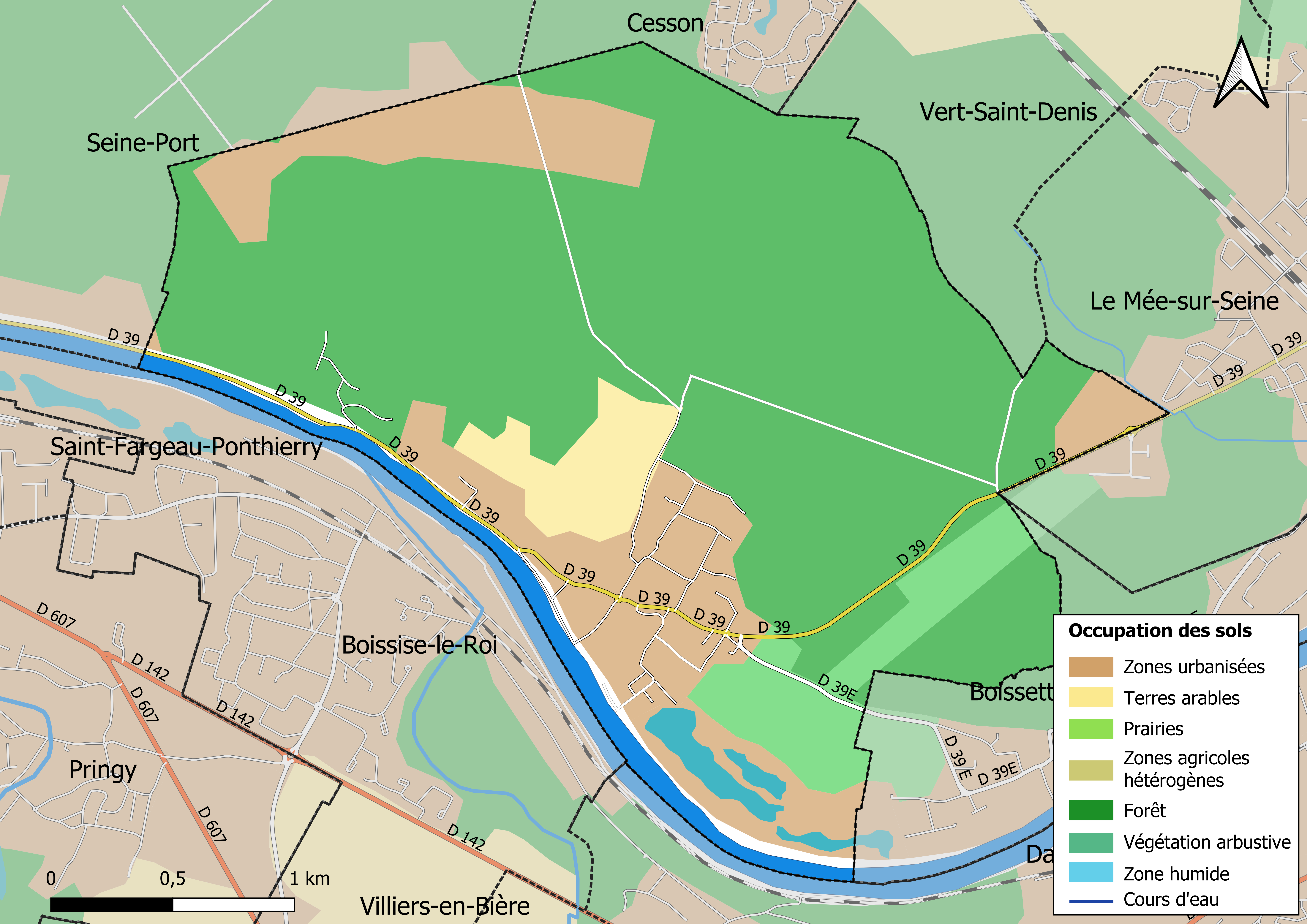
Carte des infrastructures et de l'occupation des sols en 2018 (CLC) de la commune.
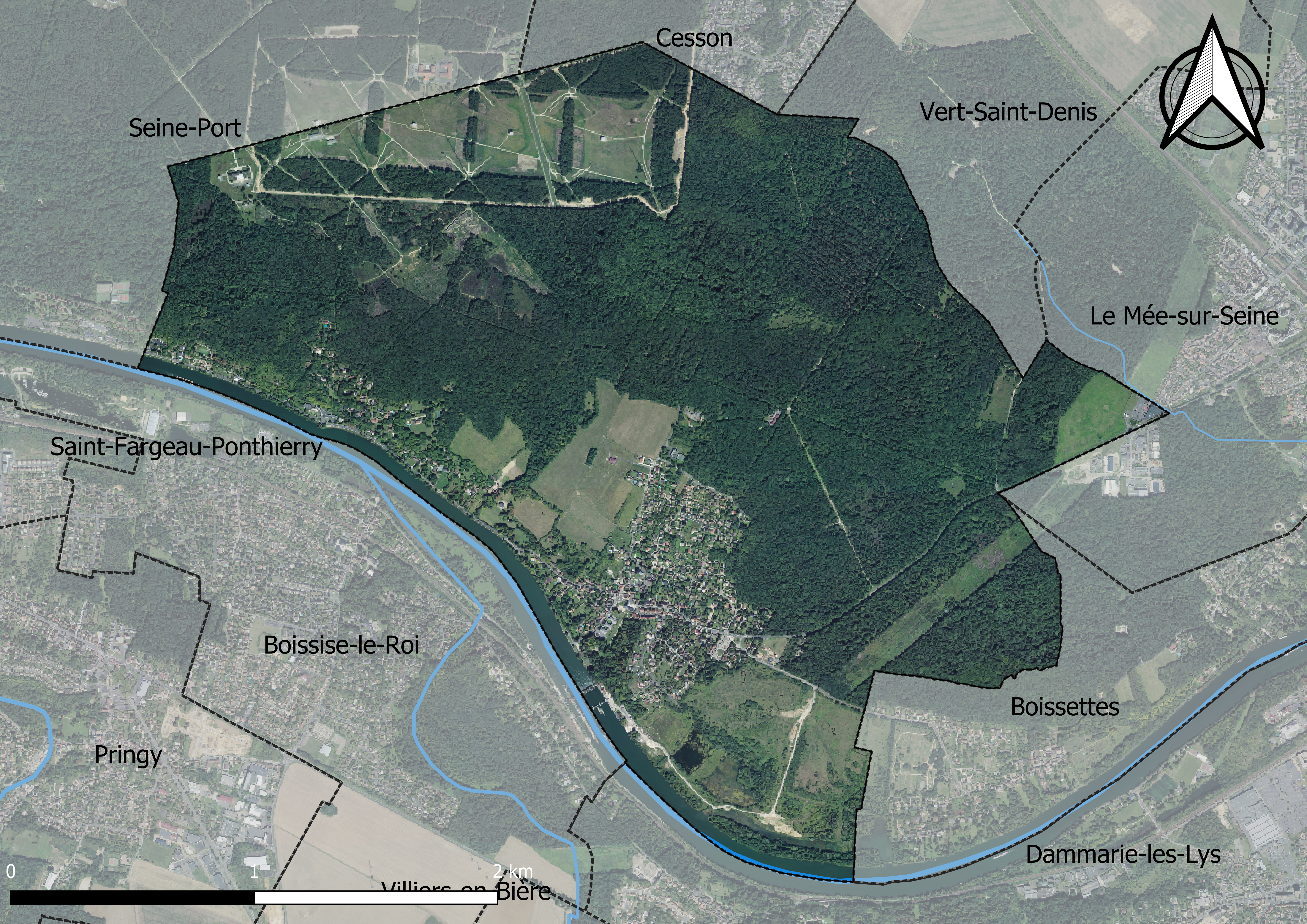
Carte orhophotogrammétrique de la commune.

### Planification
La loi SRU du 13 décembre 2000 a incité les communes à se regrouper au sein d’un établissement public, pour déterminer les partis d’aménagement de l’espace au sein d’un SCoT, un document d’orientation stratégique des politiques publiques à une grande échelle et à un horizon de 20 ans et s'imposant aux documents d'urbanisme locaux, les PLU (Plan local d'urbanisme). La commune est dans le territoire du SCOT Région melunaise, dont l'élaboration a été engagée de 2013 à 2015, puis poursuivie à partir de 2017 sur un périmètre différent et porté par la communauté d'agglomération Melun Val de Seine.
La commune, en 2019, avait engagé l'élaboration d'un plan local d'urbanisme.

### Logement
En 2016, le nombre total de logements dans la commune était de 449 dont 92,6 % de maisons et 7,4 % d'appartements.
Parmi ces logements, 86,4 % étaient des résidences principales, 5,5 % des résidences secondaires et 8,2 % des logements vacants.
La part des ménages fiscaux propriétaires de leur résidence principale s'élevait t à 84,1 % contre 15,1 % de locataires dont, 0,3 % de logements HLM loués vides (logements sociaux) et, 0,8 % logés gratuitement.

### Voies de communication et transports
La commune est desservie par le réseau de bus Grand Melun qui dessert principalement la communauté d'agglomération Melun Val de Seine dont elle fait partie. La ligne 3634 permet aux habitants de la ville de rejoindre le centre-ville de Melun via la gare du Mée.

## Toponymie
- Du latin « boscus », le bois, et « sedes », la résidence[31].

Le nom de Boissise-la-Bertrand viendrait soit de Bertrand du Guesclin, de passage avec Jeanne d'Arc pour mettre le siège devant Melun, soit des noms accolés des deux châteaux médiévaux du village[réf. nécessaire]

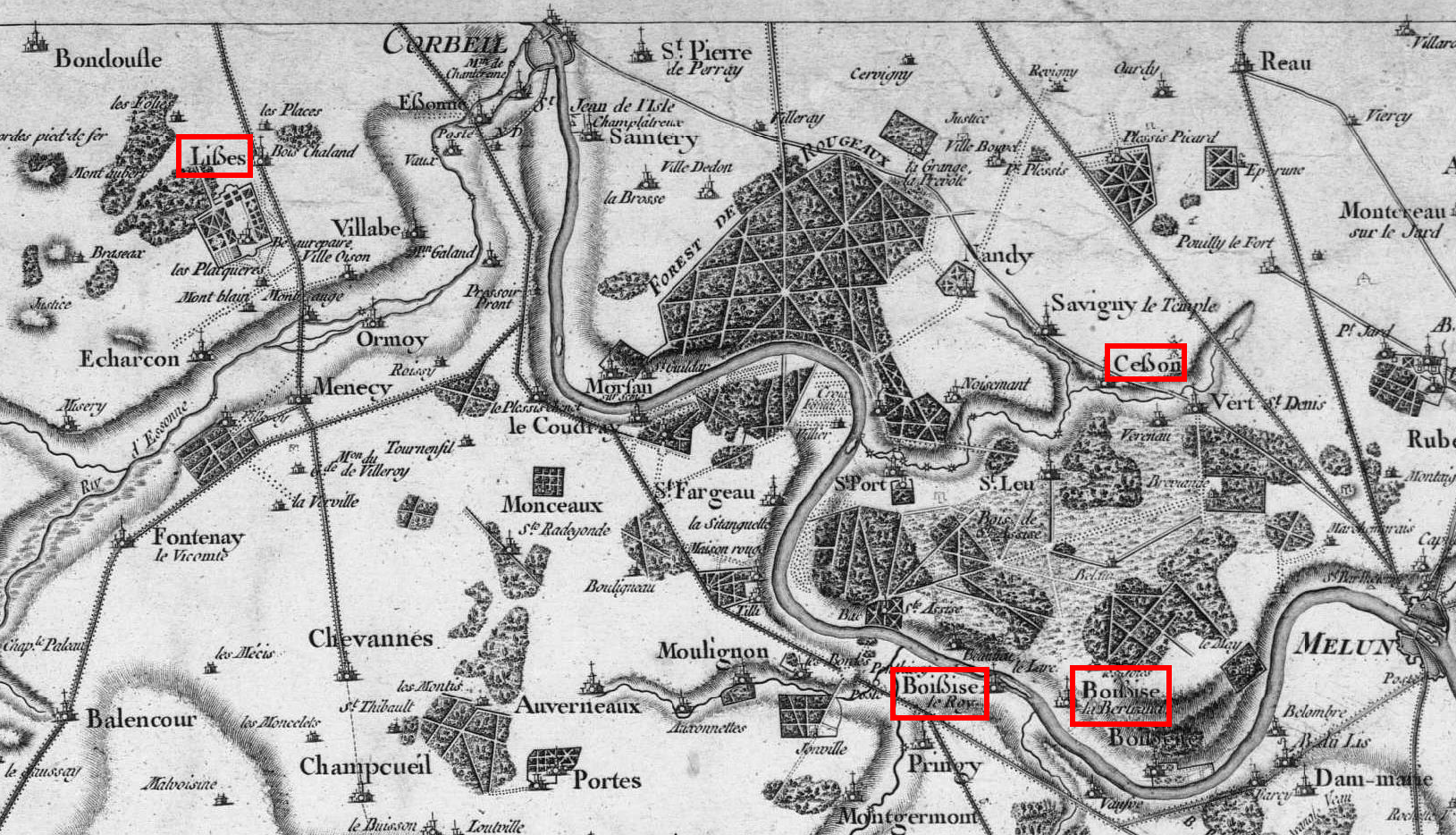
Sur la carte de Cassini n°7, Boissise-la-Bertrand, en bas à droite, est écrit Boißise la Bertrand, avec un ß (eszett).

## Histoire
La plus ancienne trace historique trouvée à Boissise est un menhir trouvé dans le bois des Joies, appelé le Grand Berger. Ce menhir se trouve en réalité sur le territoire de la commune de Vert-Saint-Denis, près de la ferme du Gros Chêne. Les premiers documents écrits quant à eux datent du XIIe siècle. En 1135 des religieux viennent bâtir un oratoire dédié à saint Acire dans le bois de Beaulieu, tandis qu'en 1172 un jugement du parlement de Paris évoque les habitants d'un lieu appelé Busseis, ce qui signifie « boccus sedes ». Boissise appartient aux barons de Seine-Port, avant de passer aux mains de la famille Vaudetar, qui conservera la paroisse jusqu'en 1720 et sa vente à Jean-Baptiste Glucq baron de Saint-Port.
Pendant la période de la Terreur, le mathématicien, astronome et physicien français Pierre-Simon de Laplace, qui avait quitté Melun pour Le Mée fut arrêté par les gardes nationaux de Boissise-la-Bertrand mais relâché aussitôt.

## Politique et administration

### Rattachements administratifs et électoraux
La commune se trouve dans l'arrondissement de Melun du département de Seine-et-Marne. Pour l'élection des députés, elle fait partie de la première circonscription de Seine-et-Marne.
Elle a été, de 1793 à 1801, chef-lieu de canton. En 1801, elle intègre le canton de Melun-Nord, qui est scindé en 1975 et la commune est rattachée au canton de Savigny-le-Temple. En 1991, elle fait partie du nouveau canton du Mée-sur-Seine, créé du fait de la forte croissance démographique du secteur consécutive à l'implantation de la ville nouvelle de Sénart, puis, dans le cadre du redécoupage cantonal de 2014 en France, elle est désormais intégrée au canton de Savigny-le-Temple.

### Intercommunalité
La commune est membre de la communauté d'agglomération Melun Val de Seine (CAMVS), qui a succédé au District Melun – Le-Mée-sur-Seine qu'elle avait rejoint en 1994.

### Liste des maires
| Période                                  | Période                   | Identité             | Étiquette | Qualité |
| ---------------------------------------- | ------------------------- | -------------------- | --------- | --- |
| Les données manquantes sont à compléter. |                           |                      |           | |
| 1995                                     | 2014                      | Marie-Claude Pignoux | Droite    | Vice-présidente de la CAMVS (2008 → 2014)                                                                     |
| 2014                                     | janvier 2017              | Michel Michallet     | SE        | Retraité de la Caisse des dépôts et consignations Vice-président de la CAMVS (2014 → 2017) Décédé en fonction |
| février 2017                             | mai 2020                  | Alain Bernheim       | SE        | Ingénieur retraité de la SNCF                                                                                 |
| mai 2020                                 | En cours (au 5 juin 2020) | Olivier Delmer       | DVD       | Chef d'entreprise de travaux publics                                                                          |

## Équipements et services

### Eau et assainissement
L’organisation de la distribution de l’eau potable, de la collecte et du traitement des eaux usées et pluviales relève des communes. La loi NOTRe de 2015 a accru le rôle des EPCI à fiscalité propre en leur transférant cette compétence. Ce transfert devait en principe être effectif au 1er janvier 2020, mais la loi Ferrand-Fesneau du 3 août 2018 a introduit la possibilité d’un report de ce transfert au 1er janvier 2026,.

#### Assainissement des eaux usées
En 2020, la gestion du service d'assainissement collectif de la commune de Boissise-la-Bertrand est assurée par la communauté d'agglomération Melun Val de Seine (CAMVS) pour la collecte, le transport et la dépollution. Ce service est géré en délégation par une entreprise privée, dont le contrat arrive à échéance le 31 décembre 2023,,.
L’assainissement non collectif (ANC) désigne les installations individuelles de traitement des eaux domestiques qui ne sont pas desservies par un réseau public de collecte des eaux usées et qui doivent en conséquence traiter elles-mêmes leurs eaux usées avant de les rejeter dans le milieu naturel. La communauté d'agglomération Melun Val de Seine (CAMVS) assure pour le compte de la commune le service public d'assainissement non collectif (SPANC), qui a pour mission de vérifier la bonne exécution des travaux de réalisation et de réhabilitation, ainsi que le bon fonctionnement et l’entretien des installations,,.

#### Eau potable
En 2020, l'alimentation en eau potable est assurée par la commune qui en a délégué la gestion à l'entreprise Veolia, dont le contrat expire le 30 juin 2028,,.

## Population et société

### Démographie
L'évolution du nombre d'habitants est connue à travers les recensements de la population effectués dans la commune depuis 1793. Pour les communes de moins de 10 000 habitants, une enquête de recensement portant sur toute la population est réalisée tous les cinq ans, les populations de référence des années intermédiaires étant quant à elles estimées par interpolation ou extrapolation. Pour la commune, le premier recensement exhaustif entrant dans le cadre du nouveau dispositif a été réalisé en 2007.

En 2022, la commune comptait 1 194 habitants, en évolution de +2,93 % par rapport à 2016 (Seine-et-Marne : +3,92 %, France hors Mayotte : +2,11 %).
| 1793 | 1800 | 1806 | 1821 | 1831 | 1836 | 1841 | 1846 | 1851 |
| ---- | ---- | ---- | ---- | ---- | ---- | ---- | ---- | ---- |
| 312  | 317  | 295  | 297  | 311  | 318  | 328  | 345  | 329  |

| 1856 | 1861 | 1866 | 1872 | 1876 | 1881 | 1886 | 1891 | 1896 |
| ---- | ---- | ---- | ---- | ---- | ---- | ---- | ---- | ---- |
| 343  | 346  | 314  | 306  | 293  | 259  | 252  | 231  | 250  |

| 1901 | 1906 | 1911 | 1921 | 1926 | 1931 | 1936 | 1946 | 1954 |
| ---- | ---- | ---- | ---- | ---- | ---- | ---- | ---- | ---- |
| 222  | 228  | 224  | 208  | 232  | 212  | 201  | 233  | 321  |

| 1962 | 1968 | 1975 | 1982 | 1990 | 1999 | 2006 | 2007 | 2012  |
| ---- | ---- | ---- | ---- | ---- | ---- | ---- | ---- | ----- |
| 355  | 392  | 541  | 697  | 788  | 889  | 960  | 966  | 1 130 |

| 2017  | 2022  | - | - | - | - | - | - | - |
| ----- | ----- | - | - | - | - | - | - | - |
| 1 150 | 1 194 | - | - | - | - | - | - | - |

À la Révolution (1789), le village compte 303 habitants, et conserve une population stable tout au long du siècle suivant, avec 314 habitants en 1870. Le village est touché par les pertes humaines de la Première Guerre mondiale, et sa population décroît légèrement jusqu'à la Seconde Guerre mondiale. La courbe s'inverse à partir de 1945, une population de citadins remplaçant progressivement les anciens cultivateurs et vignerons. La ville passe à 418 habitants en 1968, puis à 571 en 1975. La croissance de la population continue sur les trente dernières années, avec 719 habitants en 1981, 788 en 1989 et 895 au recensement de 1999. Le cap des 1000 habitants est passé en 2011, année où l'on recense 1 068 habitants.

### Enseignement
Boissise-la-Bertrand dispose d’une école élémentaire “Les Fontaines”, située rue de la Fonaine-la-Reine.
Cet établissement public, inscrit sous le code UAI (Unité administrative immatriculée) : 0772672L, comprend 112 élèves  (chiffre du Ministère de l'Éducation nationale).
Il ne dispose pas d’un restaurant scolaire.
La commune dépend de l'Académie de Créteil ; pour le calendrier des vacances scolaires, Boissise-la-Bertrand est en zone C.

## Économie

### Revenus de la population et fiscalité
En 2017, le nombre de ménages fiscaux de la commune était de 382, représentant 992 personnes et la  médiane du revenu disponible par unité de consommation  de 29 320 euros.

### Emploi
En 2017, le nombre total d’emplois dans la zone était de 218, occupant 453 actifs  résidants.
Le taux d'activité de la population (actifs ayant un emploi) âgée de 15 à 64 ans s'élevait à 70,7 % contre un taux de chômage de 4,8 %.
Les 24,6 % d’inactifs se répartissent de la façon suivante : 9,6 % d’étudiants et stagiaires non rémunérés, 10,7 % de retraités ou préretraités et 4,3 % pour les autres inactifs.

### Entreprises et commerces
En 2015, le nombre d'établissements actifs était de 77 dont  3 dans l’industrie, 8 dans la construction, 56 dans le commerce-transports-services divers et 10  étaient relatifs au secteur administratif.
Ces établissements ont pourvu 117 postes salariés.

### Secteurs d'activité
Au 31 décembre 2017, Boissise-la-Bertrand compte 14 établissements actifs : 0 dans l'agriculture, 1 dans l'industrie, 2 dans la construction, 7 dans le commerce et les services et 4 dans le secteur administratif.

#### Agriculture
Boissise-la-Bertrand est dans la petite région agricole dénommée le « Pays de Bière et Forêt de Fontainebleau », couvrant le Pays de Bière et la forêt de Fontainebleau. En 2010, aucune orientation technico-économique de l'agriculture ne se dégage sur la commune.
Si la productivité agricole de la Seine-et-Marne se situe dans le peloton de tête des départements français, le département enregistre un double phénomène de disparition des terres cultivables (près de 2 000 ha par an dans les années 1980, moins dans les années 2000) et de réduction d'environ 30 % du nombre d'agriculteurs dans les années 2010. Cette tendance n'est pas confirmée au niveau de la commune qui voit le nombre d'exploitations rester constant entre 1988 et 2010.
Le tableau ci-dessous présente les principales caractéristiques des exploitations agricoles de Boissise-la-Bertrand, observées sur une période de 22 ans : 
|                                      | 1988 | 2000 | 2010 |
| ------------------------------------ | ---- | ---- | ---- |
| Dimension économique,                |      |      |      |
| Nombre d’exploitations (u)           | 0    | 0    | 0    |
| Travail (UTA)                        | 0    | 0    | 0    |
| Surface agricole utilisée (ha)       | 0    | 0    | 0    |
| Cultures                             |      |      |      |
| Terres labourables (ha)              | 0    | 0    | 0    |
| Céréales (ha)                        |      |      |      |
| dont blé tendre (ha)                 |      |      |      |
| dont maïs-grain et maïs-semence (ha) |      |      |      |
| Tournesol (ha)                       |      |      |      |
| Colza et navette (ha)                |      |      |      |
| Élevage                              |      |      |      |
| Cheptel (UGBTA)                      | 0    | 0    |      |

## Culture locale et patrimoine

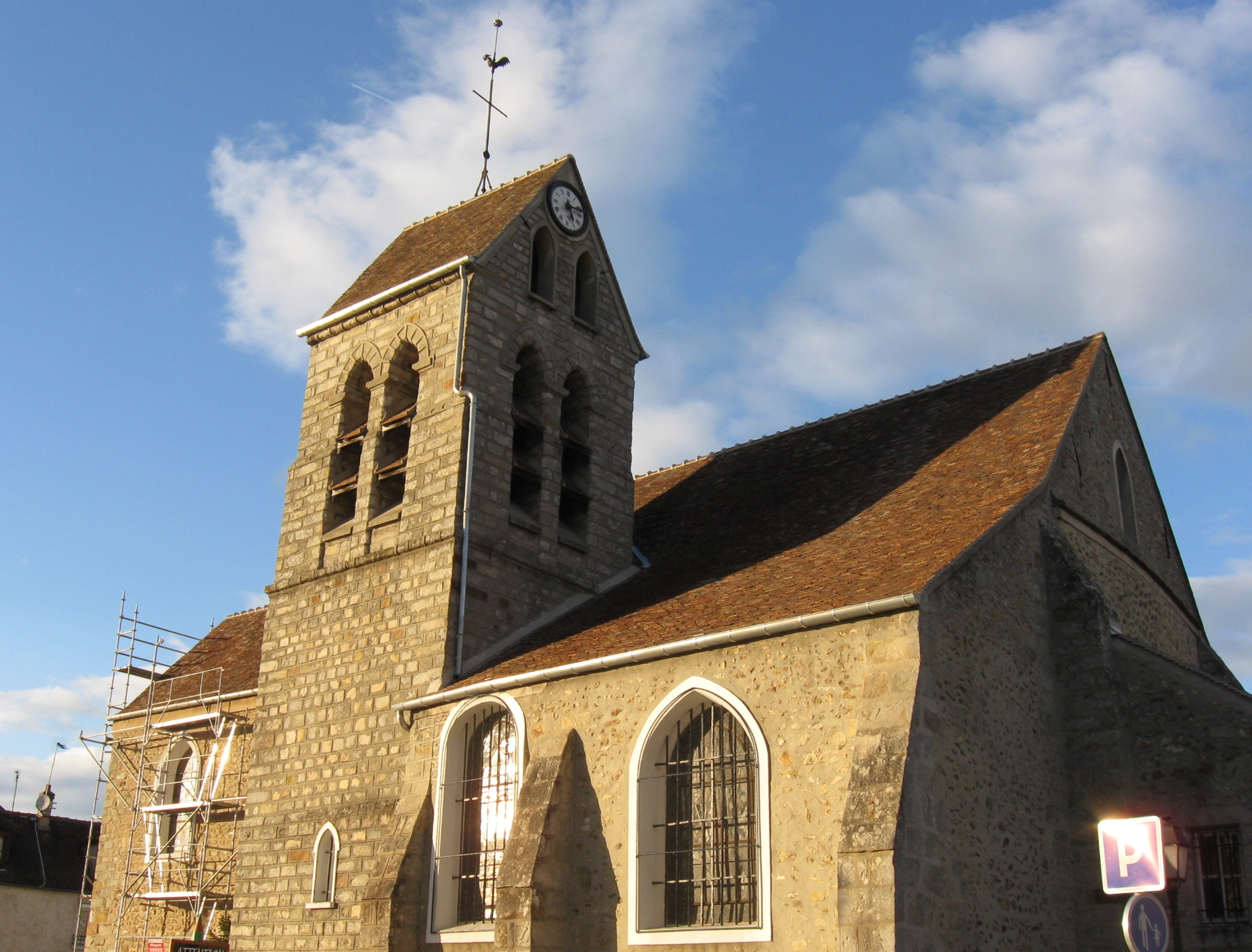
L'église Saint-Germain-l'Auxerrois.

### Lieux et monuments
- L'église Saint-Germain-l'Auxerrois, XIIe et XIIIe siècles.
- Au centre radio-électrique de Sainte-Assise, à la limite avec Seine-Port, se trouve un groupe de 10 pylônes atteignant 255 m de haut, servant entre autres à la transmission d'informations à destination des sous-marins français. Une partie du site est maintenant devenu la réserve naturelle régionale des Bruyères de Saint-Assise.
- Le château de Boissise[59], dont l'histoire est connue depuis le début du XVIIIe siècle, propriété alors du receveur général des fermes Alexandre-Jean-Roch Colin de Saint-Marc et de son épouse (petite-fille de Pierre-Nicolas Hébert), a été acquis en 1807 par Charles Lucas « comte » Pinckney Horry, compagnon d'armes de La Fayette et propriétaire de la Harrietta Plantation (en). Ce dernier avait épousé de Marie Florimonde de Fäy de La Tour-Maubourg, fille du général-comte, Charles César de Fay de La Tour-Maubourg. Le château a été transmis tout au long du XIXe siècle dans la même fratrie : d'abord à Armand Charles de La Tour-Maubourg, puis à Marie Stéphanie, comtesse Andréossy, enfin à Rodolphe de Faÿ de La Tour-Maubourg, général de division et pair de France, décédé à Boissise le 27 mai 1871. Ce dernier a donné son nom à une partie de la rue principale du centre-bourg.
- Le château de Beaulieu, du XIXe siècle, qui accueillit successivement l'éditeur Ernest Panckoucke et l'homme d'affaires Edmond Régnier.
- L'Ermitage de Beaulieu, pavillon construit au XIXe siècle, ancienne demeure d'Edgar Faure et de son épouse Lucie, actuellement résidence pour personnes âgées.
- Le nouveau « barrage de Vives-Eaux », avec une passerelle piétonne accessible au public permettant l'accès à Boissise-le-Roi, a été mis en service[60] à l'automne 2018.

### Patrimoine naturel
- Réserve naturelle régionale des bruyères de Sainte-Assise partagée avec Seine-Port.

### Personnalités liées à la commune
- Clément-Pierre Marillier (1740-1808), dessinateur et graveur, fut propriétaire du château du XVIIe siècle du hameau de Beaulieu-sur-Seine et, lorsque le découpage administratif de la Convention nationale fit de Boissise-la-Bertrand le chef-lieu de canton, il en fut le premier juge de paix[61].
- Rodolphe de Faÿ de La Tour-Maubourg (1787-1871), général et homme politique.
- Edmond Régnier (1822-1886) possédait une propriété au hameau de Beaulieu à la fin du Second Empire.
- Dominique Aury, alias Pauline Réage (1907-1998), y a vécu à la fin de sa vie, au 7 rue François Rolin, dans une maison acquise à la fin des années cinquante grâce aux droits d'Histoire d'O. Elle y a également accueilli Jean Paulhan malade.
- Lucie Faure (1908-1977), femme de lettres française, romancière, directrice de revue y est décédée. Elle et son mari, Edgar Faure homme politique, y eurent une villégiature[62].

### Sources archivistiques
Les Archives nationales conservent sous la cote  MC/ET/XXIX/1519, dossier 19, plusieurs centaines de pièces (adjudications, comptes, ventes, inventaires après décès, décharges, renonciations, dépôts de testaments, délivrances de legs, titres de propriété, etc.) relatives à histoire du domaine de Boissise-la-Bertrand. Ces documents, dont le plus ancien remonte à 1692, sont librement consultables.